# 親子爆弾事件
親子爆弾事件（おやこばくだんじけん）とは、1951年（昭和26年）12月16日に大阪府大阪市で発生した事件。在日朝鮮人によって、工場・民団襲撃、集団暴行などが起こされた。

## 事件の概要
朝鮮戦争勃発後、日本経済は特需景気に沸き、大阪市東部の町工場では「親子爆弾（現在の用語ではクラスター爆弾）」を製造していた。そんな最中、ある朝鮮人の事故死をきっかけに東成警察署襲撃事件が起きるなど、東成区一帯が緊迫した空気に包まれ始めた。
1951年12月16日午後、前述の事故死した朝鮮人の慰霊祭が執り行われた。慰霊祭には遺族などの関係者だけでなく、生前に何の縁のない朝鮮人が赤旗やプラカードを持って多数参列した。生野警察署は不穏な空気を察して解散命令を出したが、群衆はそれを無視し三つの部隊に分かれてデモ行進した。
第一部隊は、生野区にある工場を襲撃しようとしたが、大阪市警視庁機動隊に阻まれて解散させられた。別働隊が某工場の侵入に成功し、ゴム靴を撒き散らした。
第二部隊は、中河内郡巽町（現在は生野区内）方面に向かい、2ヶ所の工場を襲って、従業員を暴行したり施設を破壊したりした。
第三部隊は、東成区方面に向かい、2ヶ所の工場を襲った後、民団鶴橋分団長の自宅を襲撃した 。